# Vsevolod Kotchetov
Vsevolod Anissimovitch Kotchetov (en russe : Всеволод Анисимович Кочетов), né le 22 janvier 1912 (4 février dans le calendrier grégorien) à Novgorod, Empire russe, et mort le 4 novembre 1973 à Moscou, URSS, est un écrivain soviétique et russe. Membre de l'Union des écrivains soviétiques.

## Biographie
Vsevolod Kotchetov est né dans une famille de paysans, le plus jeune parmi huit enfants dont trois mourront de faim ou de maladie durant la Première Guerre mondiale. Ses parents, trop pauvres pour être en mesure de s'occuper de lui, il quitte Novgorod pour Léningrad en 1927, où il est diplômé en 1931 d'une école technique, et travaille par la suite en tant qu'agronome. En 1938, il devient journaliste pour le journal Leningradskaïa Pravda. Durant la Grande Guerre patriotique, il travaille en tant que journaliste pour différents journaux au front de Léningrad. Dès 1946, il se consacre à des activités littéraires et publie la nouvelle Sur les plaines de la Neva(На невских равнинах), décrivant les souvenirs de la guerre. En 1952, il publie un roman – La Famille Jourbine (Журбины) – qui met en scène la vie d'une dynastie de travailleurs (ce roman a d'ailleurs été adapté au cinéma sous le nom d'Une grande famille), qui sera de nombreuses fois réédité et traduit dans plusieurs langues. 
En 1955-1959, il est rédacteur en chef de la Literatournaïa gazeta. Au printemps 1957, il y fait publier les critiques féroces de l’almanach Literatournaïa Moskva qui fait quelques tentatives de retour en grâce des auteurs comme Nikolaï Zabolotski et Marina Tsvetaïeva. Il va jusqu'à obtenir une audience chez Nikita Khrouchtchev pour le mettre en garde contre les tendances libérales du comité de rédaction de l'almanach, dirigé entre autres par Vladimir Doudintsev et Margarita Aliguer, après quoi sa publication sera arrêtée. 
En 1961-1973, il est le rédacteur en chef du mensuel littéraire Octobre.

## Décorations
- Ordre de Lénine : (1962, 1967)
- Ordre de la révolution d'Octobre
- Ordre de l'Étoile rouge
- Médaille pour la Défense de Léningrad